# تطبيع أنظمة القيمة
تطبيع أنظمة القيمة في العلوم البشرية هي عملية استخدام الإطارات الأخرى لاستبدال التفسيرات الروحانية «والعالمية الأخرى» والدينية للطبيعة والحياة والإنسانية فيما يتعلق القيم الجوهرية.

## وصلات خارجية
- The Naturalization of Value Systems in the Human Sciences
- Google Scholar